# Friday Black
Friday Black (titre original : Friday Black) est un recueil de douze nouvelles teintées de science-fiction de Nana Kwame Adjei-Brenyah (en) publié en 2018 aux États-Unis puis traduit en français et paru en 2021.

## Contenu
- Les 5 de Finkelstein, 2021 ((en) The Finkelstein 5, 2016)
- Ces choses que disait ma mère, 2021 ((en) Things My Mother Said, 2014)
- L'Ère, 2021 ((en) The Era, 2018)
- Lark Street, 2021 ((en) Lark Street, 2018)
- L'Hôpital où, 2021 ((en) The Hospital Where, 2018)
- Zimmer Land, 2021 ((en) Zimmer Land, 2018)
- Friday Black, 2021 ((en) Friday Black, 2018)
- Le Lion & l'Araignée, 2021 ((en) The Lion & the Spider, 2018)
- Cracheuse de lumière, 2021 ((en) Light Spitter, 2018)
- Comment vendre un blouson selon les recommandations du Roi de l'hiver, 2021 ((en) How to Sell a Jacket as Told by IceKing, 2018)
- Dans la vente, 2021 ((en) In Retail, 2014)
- Après l'Éclair, 2021 ((en) Through the Flash, 2018)

## Éditions
- Friday Black, Mariner Books (en), 23 octobre 2018, 192 p.  (ISBN 978-1-328-91124-7)
- Friday Black, Albin Michel, coll. « Terres d'Amérique », 6 janvier 2021, trad. Stéphane Roques, 272 p.  (ISBN 978-2-226-44209-3)
- Friday Black, Le Livre de poche, no 36777, 22 février 2023, trad. Stéphane Roques, 264 p.  (ISBN 978-2-253-10697-5)